# Hessita
La hessita es un mineral de la clase de los minerales sulfuros en la que se incluyen los minerales telururos. Fue descubierta en una mina de Zyryanovsk en el macizo de Altái (Kazajistán), siendo nombrada en 1843 en honor del químico suizo-ruso Germain Henri Hess. Sinónimos poco usados son: botesita, savodinskita o plata-telúrica.

## Características químicas
Es un telururo de plata, que cristaliza en el sistema monoclínico, pero que si se calienta por encima de 155 °C cambia sus cristales a sistema cúbico o isométrico, que al enfriarse por debajo de esta temperatura se desarrollan laminillas de transformación de fase fina.
Además de los elementos de su fórmula, suele llevar como impurezas: oro y plomo.

## Formación y yacimientos
Aparece en vetas de alteración hidrotermal de temperaturas tanto medias como bajas; también en pequeñas cantidades en algunos depósitos de pirita masiva. Se extrae como minoritario en numerosas minas del mundo.
Suele encontrarse asociado a otros minerales como: calaverita, silvanita, altaíta, petzita, empressita, rickardita, oro nativo, telurio, pirita, galena, tetraedrita o calcopirita.

## Usos
Que presente algunas veces impurezas de oro, muy comerciales, ha hecho que sea buscado como mena de este metal precioso.